# Płukanie oskrzelowo-płucne
Płukanie oskrzelowo-płucne (ang. bronchoalveolar lavage, BAL) – procedura diagnostyczna, wykonywana w trakcie bronchofiberoskopii. Polega na podaniu dooskrzelowym, po zaklinowaniu bronchofiberoskopu w świetle oskrzela płata środkowego, podgrzanego do temperatury ciała roztworu soli fizjologicznej. Zwykle podaje się go w porcjach – podaje się około 50 ml roztworu, po czym się go odsysa. Procedurę powtarza się kilkakrotnie i uzyskany materiał, popłuczyny oskrzelowo-pęcherzykowe, poddaje się dalszym badaniom.
Płukanie oskrzelowo-pęcherzykowe pozwala rozpoznać następujące choroby:
- proteinoza pęcherzyków płucnych
- histiocytoza z komórek Langerhansa
- rak płuca
- krwawienie do pęcherzyków płucnych
- eozynofilowe zapalenie płuc
- sarkoidoza
- alergiczne zapalenie pęcherzyków płucnych
- pylica
- zakażenie Pneumocystis jiroveci
- atypowe postacie mukowiscydozy (bez cech choroby oskrzelowo-płucnej)
- zarażenie przywrą płucną

Przeczytaj ostrzeżenie dotyczące informacji medycznych i pokrewnych zamieszczonych w Wikipedii.